# C/1857 V1 Donati-van Arsdale
La cometa C/1857 V1 Donati-van Arsdale è una cometa non periodica: è stata scoperta il 10 novembre 1857 dall'astronomo italiano Giovanni Battista Donati da Firenze e dall'astrofilo americano Robert van Arsdale.